# Rogas tertiarius
Rogas tertiarius är en stekelart som först beskrevs av Charles Thomas Brues 1906.  Rogas tertiarius ingår i släktet Rogas och familjen bracksteklar. Inga underarter finns listade i Catalogue of Life.